# Trespass (álbum)
Trespass —en español: Intrusión— es el segundo álbum de la banda de rock progresivo Genesis y fue grabado y lanzado al mercado en 1970. Es el único álbum en incorporar al baterista John Mayhew y el último con el guitarrista Anthony Phillips. Mayhew sería reemplazado posteriormente por Phil Collins mientras que Steve Hackett haría lo propio con el puesto de Phillips.
El disco alcanzó el puesto #98 en el Reino Unido. En Estados Unidos quedó fuera de los rankings y en Bélgica alcanzó el puesto #1 en listas. Por esta razón, cuando la banda dio sus primeros conciertos en el extranjero, decidieron ir a tierras belgas en marzo de 1971.

## Producción
Con Trespass la banda da un giro en la composición: el álbum tiene un sonido mucho más progresivo, marcando la separación entre su trabajo anterior y abriendo el camino que la banda seguiría en la mayor parte de la década de los setenta. De simples adolescentes lanzados en una aventura colegial, encuentran tempranamente la madurez que los haría convertirse en una banda pilar del rock progresivo.
Las composiciones son generalmente mucho más largas y complejas que antes, caracterizadas por diferentes estilos y secciones musicales. El sonido evoca a un tipo de 'Idilio pastoral inglés', propugnado por un gran número de bandas de rock progresivo en ese entonces. Con este fin, se hace uso intensivo de las guitarras acústicas de 12 cuerdas, mezcladas con voces armónicas, flauta, piano acústico, órgano Hammond y melotrón. La batería generalmente es suave complementando la atmósfera aunque la banda no estuvo satisfecha con la destreza musical de John Mayhew.
A pesar del sonido mudo, suave y pastoral, el álbum no carece de momentos dinámicos. Las voces de Peter Gabriel son conmovedoras y asoladas en partes, particularmente en el clímax de «Stagnation», que también incluye un prominente solo en órgano Hammond de Tony Banks. La canción de cierre del álbum «The Knife» es agresiva y rimbombante, incluyendo unas letras picantes de Gabriel y el bajo agresivo de Mike Rutherford. Esta canción recibió grandes elogios de la crítica y se convirtió en favorita para los primeros conciertos, apareciendo (con algunos cambios en la letra) en el primer disco de Genesis en vivo, Genesis Live, del año 1973.
Gabriel ha dicho que esta canción es una parodia de la arquetípica canción de protesta del rock (como «Sunday Bloody Sunday» de U2 aunque esta fuera posterior «The Knife»). Peter opina sobre la canción en el libro de Armando Gallo: "Las letras de The Knife fueron parcialmente escritas por mi cuando era un estudiante de escuela pública rebelándose contra su trasfondo. Había sido profundamente influenciado por un libro de Gandhi en la escuela, y creo que esa fue parte de la razón por la que me hice vegetariano, como también creía en la no-violencia, como una forma de protesta. Y quería intentar y mostrar como terminan inevitablemente todas las revolucionas violentas con una figura de un dictador en el poder."
Una de las primeras canciones en grabarse para este disco fue «Vision Of Angels». Esta canción es un sobrante de su trabajo anterior, From Genesis to Revelation, aunque la versión incluida en Trespass posee signinficativos cambios con respecto a la versión original.
Aunque Trespass no fue exactamente un éxito comercial, fue un punto de inflexión para la banda y a pesar de sus escasas ventas, alcanzó el puesto #98 en los rankings del Reino Unido tras su reedición de 1984. Un disco doble SACD / DVD (incluyendo un nuevo sonido 5.1) fue publicado en septiembre de 2008.

## Portada
Paul Whitehead fue el encargado de diseñar el arte de portada del álbum. Según el libro de Armando Gallo The Evolution of a Rock Band, Whitehead pensaba que la banda era muy "diferente" cuando los conoció por primera vez, y quería hacer algo similar a un dibujo medieval y luego cortarlo. Dicho corte fue realizado con una hoja de afeitar y el cuchillo que se observa fue un agregado, que fue añadido antes de que el marco completo fuera fotografiado. Aparentemente la banda estaba preocupada porque hiciera mal el corte y se arruinara la obra. La idea era que el interior del cuarto que se observa en el dibujo fuera blanco y negro, mientras que lo que se veía afuera de la ventana estuviera en color, pero cada vez que la imagen era vuelta a imprimir, se volvía más azul que gris. Sobre la imagen se leía la palabra «Transgrediendo».

## Lista de canciones
Todos los temas compuestos y arreglados por Genesis (Tony Banks, Peter Gabriel, Anthony Phillips y Mike Rutherford)
| Pista | Título Inglés         | Título Español        | Duración |
| ----- | --------------------- | --------------------- | -------- |
| 1.    | «Looking For Someone» | «Buscando A Alguien»  | 7:07     |
| 2.    | «White Mountain»      | «Montaña Blanca»      | 6:45     |
| 3.    | «Visions Of Angels»   | «Visiones De Ángeles» | 6:52     |
| 4.    | «Stagnation»          | «Estancamiento»       | 8:51     |
| 5.    | «Dusk»                | «Atardecer»           | 4:14     |
| 6.    | «The Knife»           | «El Cuchillo»         | 8:57     |

- En las ediciones originales del álbum en vinilo y casete, el primer lado correspondía a los temas 1-3, mientras que el segundo lado correspondía a los temas 4-6.
- En algunas ediciones inglesas, las canciones «Looking For Someone» y «Stagnation», se encuentran intercambiadas.

## Formación
- Peter Gabriel: Voz principal, Flauta, Acordeón, Pandereta, Bombo
- Anthony Phillips: Guitarra acústica de 12 cuerdas, Guitarra eléctrica líder, Dulcémele, Voces
- Tony Banks: Órgano, Piano, Melotrón, Guitarra, Voces
- Mike Rutherford: Guitarra acústica de 12 cuerdas, Bajo eléctrico, Nylon (guitarra española), Chelo, Voces
- John Mayhew: Batería, Percusión, Voces

## Información adicional
- Todas las canciones compuestas y arregladas por Genesis.
- Todas las canciones publicadas por Stratsong.
- Grabado en los Estudios Trident, Londres, entre junio y julio de 1970.
- Producido por John Anthony.
- Ingeniería por Robin Cable.
- Diseño de tapa por Paul Whitehead para Cleen Mashine Studio.
- Remasterizado en los estudios The Farm y Abbey Road por Nick Davis, Geoff Callingham y Chris Blair.
- Operador de cinta: David Hentschel.